# Amura

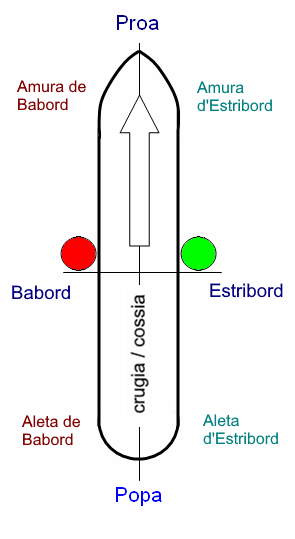
Direccions de referència d'un vaixell

L'amura és l'amplada d'un vaixell en la vuitena part del seva eslora comptant a partir de la proa, és a dir, la part dels dos costats del vaixell on s'estrenyen per formar la proa, existint per tant una amura de babord i una amura d'estribord, el mateix que passa en la part de popa amb les aletes.
És una forma d'indicar direccions. Per exemple, si un veler rep el vent per la seva banda de babord i en la primera vuitena part de la seva eslora es dirà que rep el vent per l'amura de babord. De la mateixa manera es fa servir per referir-se a la forma en què es veu un vaixell.

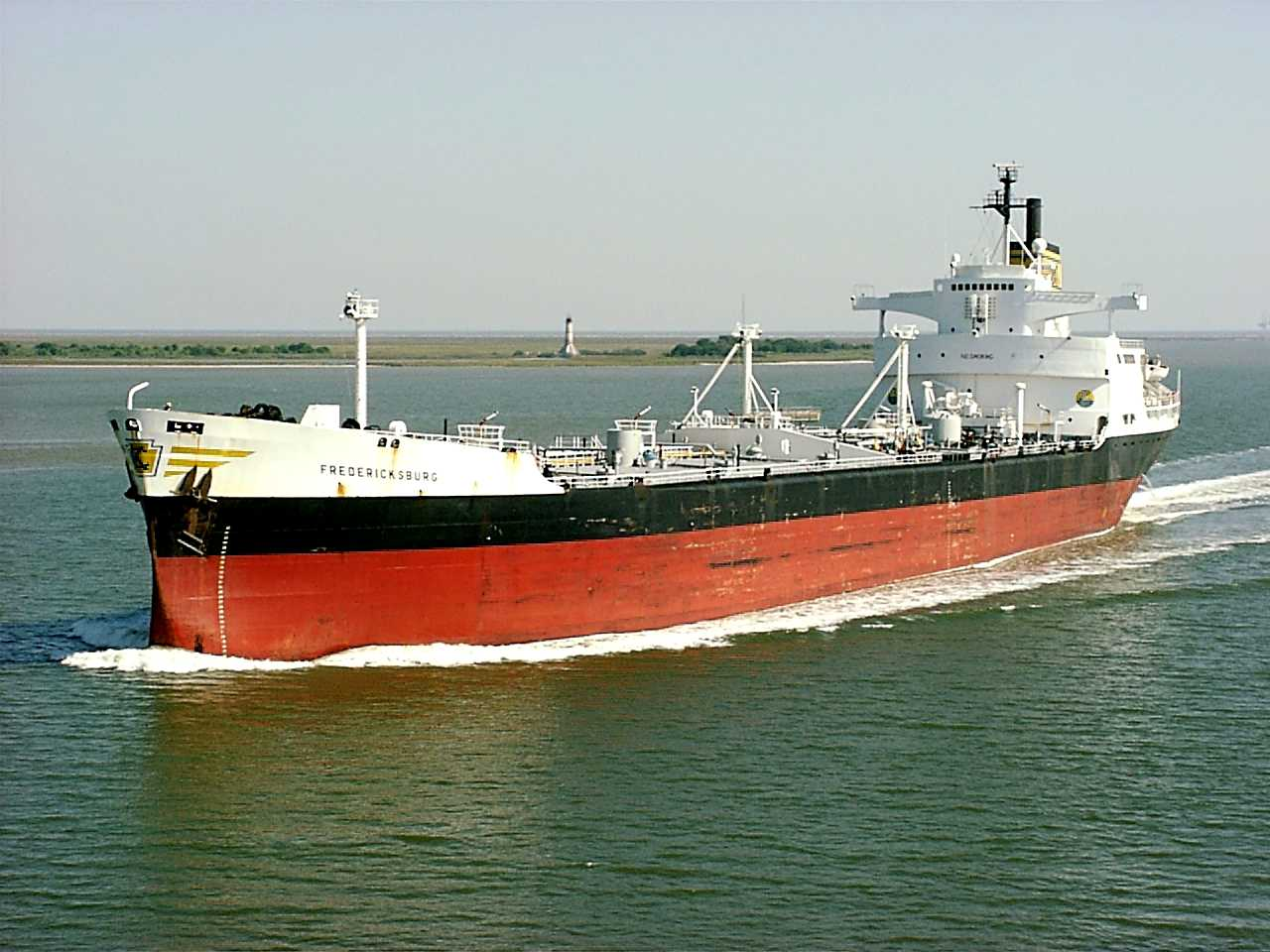
Vaixell vist per la seva amura de babord.
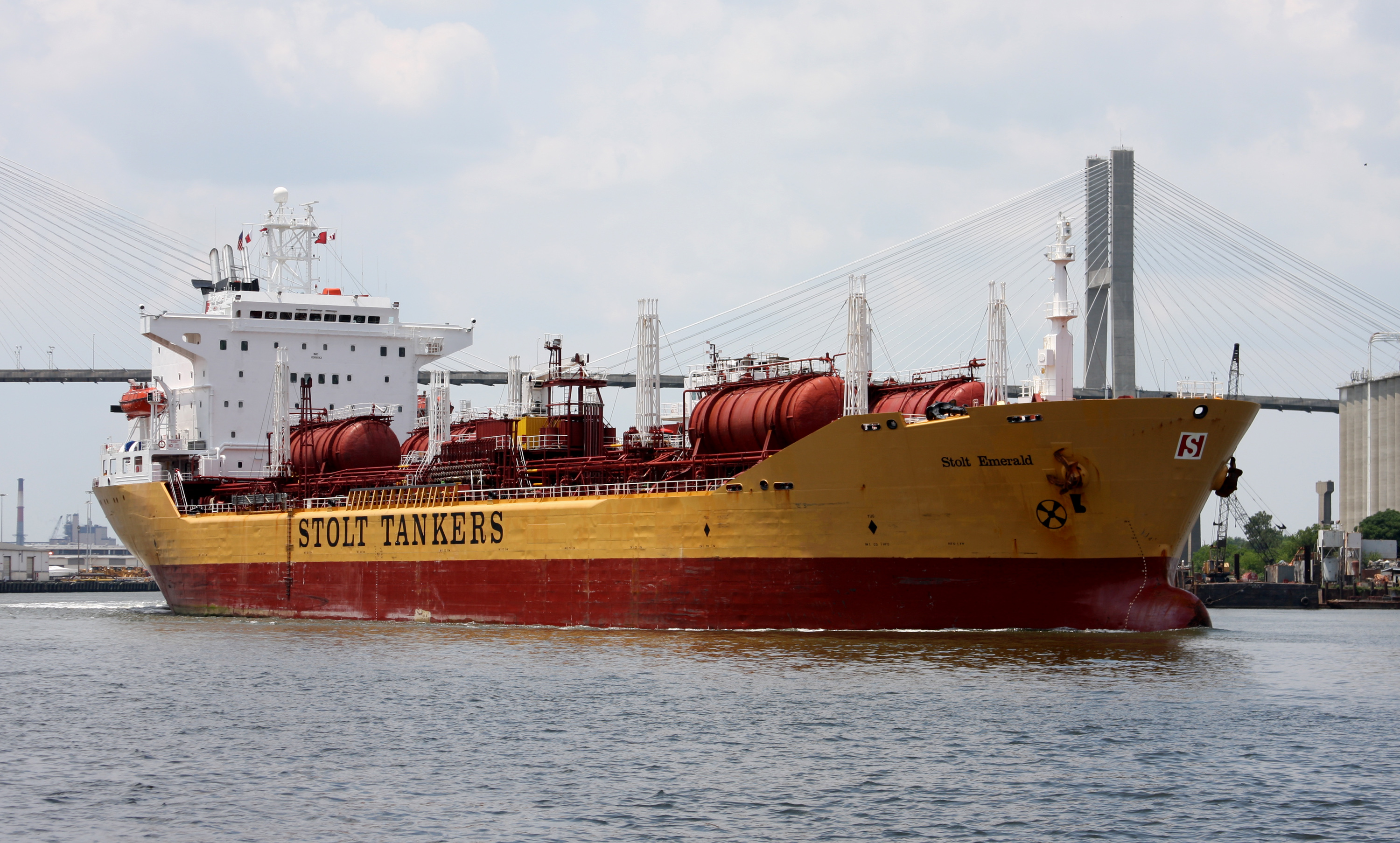
Vaixell vist per la seva amura d'estribord.